# VivaColombia
Viva Air, anteriormente Viva Colômbia, foi uma companhia aérea de baixo custo colombiana sediada em Medellín. Fundada em 2009, o controle da empresa foi passado para o holding Avianca em abril de 2022. No Brasil, operava voos diretos de Medellín para São Paulo.
Em fevereiro de 2023, a Viva Air suspendeu suas operações de maneira imediata, alegando o atraso do Governo em aprovar a fusão da companhia com a Avianca como fator chave.

## História
A companhia aérea foi fundada pela Irelandia Aviation, uma empresa dona de companhias aéreas de baixo custo, tais como Ryanair e Allegiant.
Em abril de 2018, a empresa mudou seu nome de VivaColombia para Viva Air, visando expandir seu modelo na América Latina.
Em 29 de abril de 2022, foi anunciado que a Avianca adquiriria a Viva Air. No entanto, o órgão aeronáutico colombiano se opôs à fusão, citando preocupações com a redução da concorrência no país. Apesar disso, as negociações para a fusão da empresa com a  Avianca continuam e uma nova proposta está em andamento.
Em fevereiro de 2023, a JetSmart e a LATAM Colômbia anunciaram individualmente suas intenções de adquirir a Viva Air como alternativa à Avianca. No mesmo mês, a companhia aérea entrou com pedido de recuperação judicial após os impactos da pandemia de COVID-19. A empresa foi forçada a suspender cinco aeronaves do serviço ativo depois que o locador da aeronave alegou que a Viva não pagou as taxas necessárias. A suspensão dos voos pode ter custado mais de 157% do valor original da passagem para os passageiros com viagens inadiáveis programadas para os dias seguintes e elevou o preço médio de passagens de avião na Colômbia em até 14% em duas semanas.
Em 27 de fevereiro de 2023, a Viva Air suspendeu suas operações por tempo indeterminado devido à crise financeira, atribuindo a situação à demora na resposta da Aerocivil sobre a autorização da fusão Avianca-Viva.

## Frota
Em fevereiro de 2023, a frota da Viva Air consistia das seguintes aeronaves:
| Modelo          | Em serviço | Encomendas |
| --------------- | ---------- | ---------- |
| Airbus A320-200 | 6          | -          |
| Airbus A320neo  | 10         | 20         |
| Total           | 16         | 20         |